# Gémil
Gémil település Franciaországban, Haute-Garonne megyében. Lakosainak száma 415 fő (2022. január 1.). Gémil Buzet-sur-Tarn, Montastruc-la-Conseillère, Paulhac és Roquesérière községekkel határos.

## Népesség
A település népességének változása:
| Lakosok száma | 107  | 174  | 201  | 260  | 275  | 274  | 270  | 269  | 279  | 415  |
|               | 1968 | 1982 | 1990 | 2006 | 2013 | 2015 | 2017 | 2019 | 2020 | 2022 |